# Arianna Huffingtonová
Arianna Huffingtonová, nepřechýleně Arianna Huffington, rodným jménem Arianna Stassinopoulos, řecky Αριάδνη Στασινοπούλου (* 15. červenec 1950 Athény) je řecko-americká podnikatelka a novinářka, zakladatelka blogu Huffington Post, z něhož se stalo velmi rychle vlivné americké médium.

## Život
Narodila se v chudé řecké rodině. Ve svých šestnácti letech opustila Řecko a s matkou odjely do Anglie. Zde díky stipendiu vystudovala ekonomii na Girton College na Cambridgeské univerzitě, kterou absolvovala roku 1972. V Anglii byla partnerkou známého politického komentátora Bernarda Levina. Napsala v té době několik populárně naučných knih o Pablu Picassovi či krajance Marii Callasové.
Když Levina nepřiměla ke sňatku, odjela Arianna do New Yorku. Zde se seznámila s republikánským politikem Michaelem Huffingtonem, blízkým přítelem rodiny Bushů. V roce 1985 se vzali. Huffingtonová v té době zastávala velmi konzervativní názory, které prezentovala široce i v médiích jako komentátorka. Rozvedla se s manželem po dvanácti letech, když se Huffington veřejně přiznal k homosexualitě.
Rozvod ji finančně dobře zajistil. Navíc Huffingtonová demonstrativně přešla na liberální pozice. V roce 2003 kandidovala jako nezávislá proti Arnoldu Schwarzeneggerovi na guvernéra Kalifornie (neúspěšně).
V roce 2005 založila internetový blog Huffington Post. K jeho popularitě přispělo, že do něj od počátku přispívala řada celebrit. Navzdory její konzervativní minulosti, blog se rychle profiloval liberálně, což korelovalo s rostoucí nespokojeností s politikou republikánského prezidenta George W. Bushe v americké veřejnosti.
Uspěl i koncept, kdy stránka byla způlky tzv. agregátorem zpráv (tedy souborem odkazů na jiné stránky), což vedlo i ke kritice, například Rupert Murdoch takové podnikání označil za parazitování na práci jiných. V době expanze blogu, v roce 2007, se Huffingtonová prý zhroutila z přepracování.
Čtenost blogu přesto prudce rostla, v roce 2009 již měl 22 milionů návštěvníků měsíčně. Úspěch z blogu rychle udělal regulérní médium s desítkami zaměstnanců. Blog byl nakonec označen za „nejčtenější blog světa“. V roce 2011 ho Huffingtonová prodala obří korporaci AOL. Vliv v médiu ale neztratila, získala pozici prezidentky a šéfredaktorky. Německou pobočku získalo vydavatelství Burda.